# Zbigniew Wasiutyński

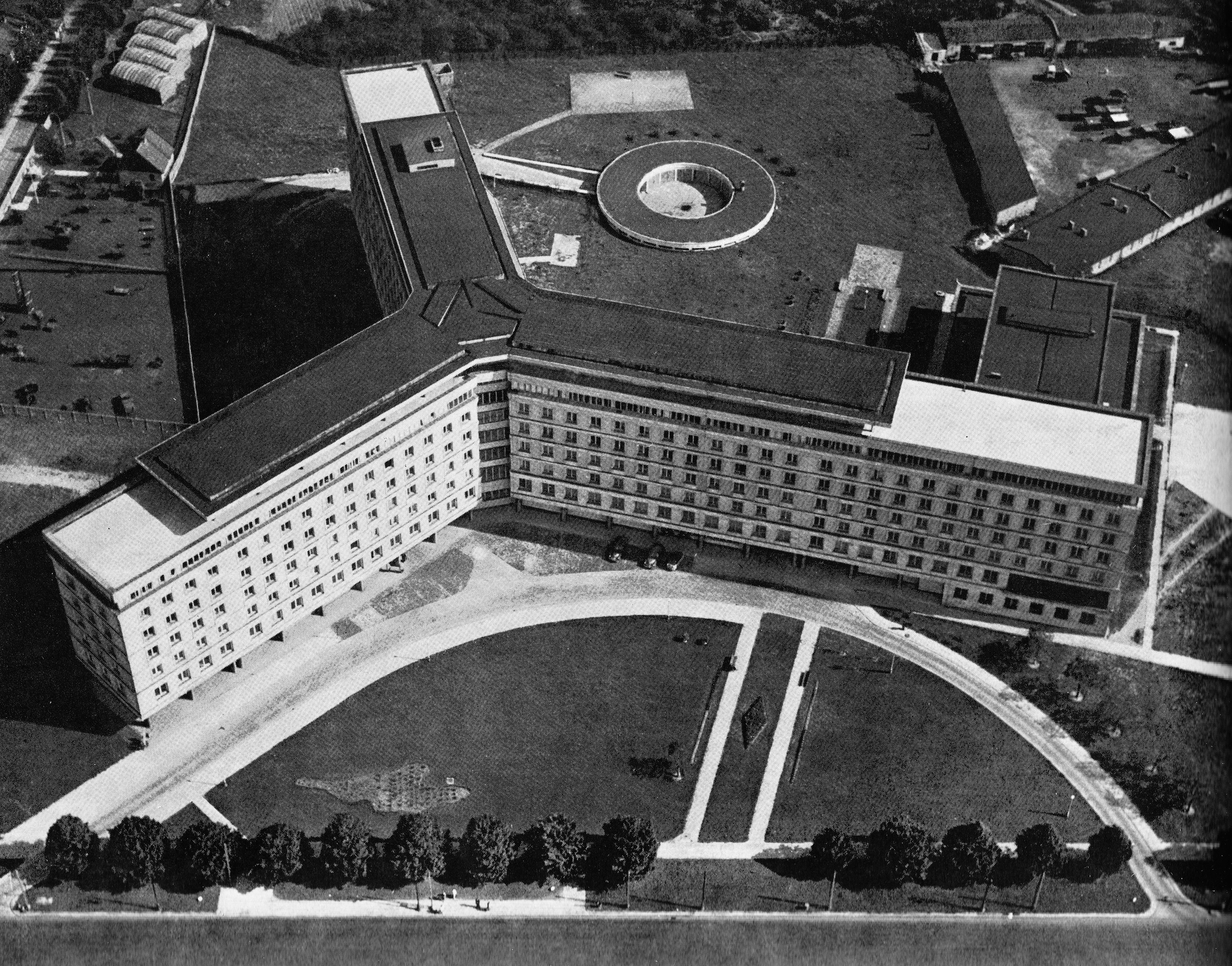
Gmach GUS przy al. Niepodległości 208 w Warszawie (fotografia z 1964)

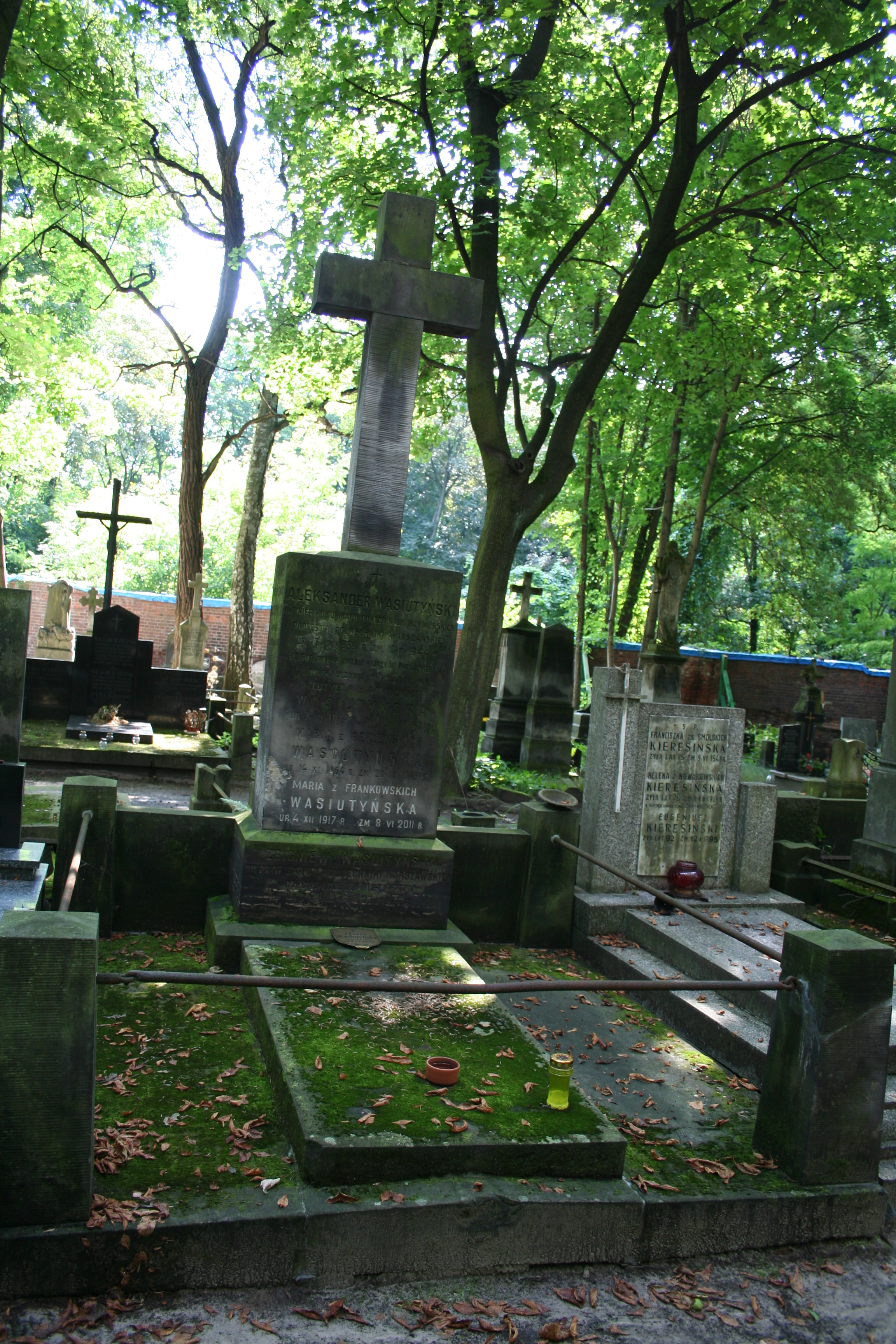
Grób Zbigniewa Wasiutyńskiego na cmentarzu Powązkowskim w Warszawie

Zbigniew Wasiutyński (ur. 7 października 1902 w Warszawie, zm. 27 stycznia 1974 tamże) – polski inżynier budowy mostów, profesor Politechniki Warszawskiej, członek rzeczywisty Polskiej Akademii Nauk.

## Życiorys
Urodził się 7 października 1902 w Warszawie, w rodzinie Aleksandra, profesora Politechniki Warszawskiej i Klotyldy z Romockich. Był bratem Jeremiego. Ukończył gimnazjum Ziemi Mazowieckiej w Warszawie. 
W 1920 ochotniczo służył w Wojsku Polskim, w 1 p. p. Legionów. Podporucznik saperów rezerwy. 
W 1926 ukończył studia inżynierskie na Politechnice Warszawskiej i rozpoczął tamże pracę naukową. Członek Polskiej Korporacji Akademickiej Welecja. Do 1939 był zatrudniony w Laboratorium Wytrzymałości Tworzyw oraz w Katedrze Budowy Mostów. Od 1934 wykładał matematykę na Wydziale Architektury PW, a także mechanikę techniczną w warszawskiej Szkole Podchorążych Saperów. Uwieńczeniem rozległych prac laboratoryjnych był uzyskany w 1928 tytuł doktora nauk technicznych. 
Na stopień podporucznika został mianowany ze starszeństwem z 1 stycznia 1931 i 3. lokatą w korpusie oficerów rezerwy inżynierii i saperów. W 1934 posiadał przydział w rezerwie do Batalionu Silnikowego w Modlinie. Na stopień porucznika został mianowany ze starszeństwem z 1 stycznia 1936 i 8. lokatą w korpusie oficerów rezerwy inżynierii i saperów.
Podczas okupacji hitlerowskiej był członkiem Armii Krajowej. Łączył pracę kierownika technicznego w Stołecznym Przedsiębiorstwie Budowlanym z tajnym nauczaniem studentów Wydziału Architektury PW. W 1943 otrzymał stopień doktora habilitowanego, bronił pracy z dziedziny mechaniki technicznej pt. O kształtowaniu wytrzymałościowym. Praca ta stanowiła pozycję wyjściową dla wieloletnich prac prof. Zbigniewa Wasiutyńskiego w późniejszych latach. Po zakończeniu wojny, już jako docent, powrócił do pracy wykładowcy mechaniki technicznej na Wydziale Architektury PW, a w 1949 otrzymał tytuł profesora nadzwyczajnego. W tym czasie przejmuje Katedrę Budowy Mostów na Wydziale Inżynierii. Poza pracą naukową prof. Wasiutyński intensywnie uczestniczył w procesie odbudowy kraju, nadal pracował w Stołecznym Przedsiębiorstwie Budowlanym gdzie sprawował funkcje kierownicze. Był zaangażowany w projekty licznych konstrukcji mostowych i żelbetowych.
Między 1950 a 1952 pełnił funkcję doradcy w Metrobudowie oraz radcy w Ministerstwie Gospodarki Komunalnej. Od 1953 łączył pracę na Politechnice Warszawskiej z prowadzeniem Pracowni Kształtowania Wytrzymałościowego  w Instytucie Podstawowych Problemów Techniki PAN. Zaangażowanie w projekty prowadzone w Pracowni sprawiło, że w 1969 zakończył pracę na Politechnice. Należy zauważyć, że już w 1958 Zbigniew Wasiutyński został wybrany na członka korespondenta PAN, a od 1966 był członkiem rzeczywistym. Od 1969 piastował funkcję przewodniczącego Komitetu Inżynierii PAN, na ten okres przypada znaczna intensyfikacja dokonań kierowanej przez niego placówki.
Dorobek naukowy prof. Zbigniewa Wasiutyńskiego obejmuje 222 pozycje: odkształcenia, kształtowanie wytrzymałościowe, kształtowanie układów komunikacyjnych, zagadnienia prakseologiczne i ekonomiczne, mostownictwo (ponad 50 pozycji), architektura.
Warto zaznaczyć, że już w okresie międzywojennym ten konstruktor opracował nowy model mostu o konstrukcji żelbetowej. Po 1945 zainicjował powszechną realizację mostów płytowych oraz konstrukcji z betonu sprężonego.
Zmarł w 1974 roku, spoczywa w rodzinnym grobowcu na cmentarzu Powązkowskim w Warszawie (kwatera 183-2-12,13).

## Publikacje (wybór)
- Most przez Nieciecz w Ruścu, 1933
- O odkształceniach pali żelazobetonowych zastosowanych do podpór mostowych, 1933
- Próby wyboczenia stalowych prętów prostych, 1934
- O energetycznej mierze sztywności i o zastosowaniu jej do analizy ustrojów Langer'a, 1936
- O kształtowaniu wytrzymałościowym, 1939
- O kształtowaniu przekrojów słupów, 1952
- O zagadnieniach prefabrykacji mostów, 1953
- O hipotezie Jakuba Bernoulli, 1953
- O mostach płytowych, 1958
- Mosty kolejowe z betonu sprężonego w Polsce, 1962
- Mosty betonowe, 1962
- Mosty na podporach z pali betonowych, 1963
- O analizie efektów użytkowych i nakładów w mostownictwie, 1964
- O architekturze mostów, 1971

## Projekty (wybór)
- budynek Sejmu i Teatru Wielkiego w Warszawie (z prof. Bohdanem Pniewskim)
- gmach Głównego Urzędu Statystycznego (konstrukcja, projekt zrealizowany wspólnie z prof. Romualdem Guttem)[6]
- Dom Słowa Polskiego (z zespołem prof. Zygmunta Skibniewskiego)
- most przez Wisłę na wysokości ulic: Karowej i Okrzei (z prof. Bohdanem Lachertem) (projekt niezrealizowany)
- dwupoziomowy most przy Cytadeli

## Członkostwa
- Zarząd Główny Komitetu Nauki przy PZITB (przewodniczący)
- Sekcja Głównej Techniki Mostowej SITK (honorowy przewodniczący)
- Techniczno-Ekonomiczna Rada Naukowa przy Prezydencie m.st. Warszawy (przewodniczący)
- Polska Akademia Nauk (członek rzeczywisty)

## Ordery i odznaczenia
- Order Sztandaru Pracy II klasy
- Krzyż Komandorski Orderu Odrodzenia Polski (1959)
- Krzyż Oficerski Orderu Odrodzenia Polski (22 lipca 1949)[7]
- Medal 10-lecia Polski Ludowej (19 stycznia 1955)[8]
- Złota Odznaka Honorowa „Za Zasługi dla Warszawy”[9][10]

## Nagrody
- Nagroda Państwowa I stopnia (1955)

## Upamiętnienie
- Tablica pamiątkowa w gmachu Wydziału Inżynierii Lądowej PW.
- Medal STIK o nazwie „Im. Aleksandra i Zbigniewa Wasiutyńskich” nadawany za osiągnięcia w technice komunikacyjnej.
- Zbigniew Wasiutyński jest patronem jednej z warszawskich ulic.